# عشق من، وین
«عشق من، وین» (انگلیسی: I Love Vienna) یک فیلم به کارگردانی هوشنگ الهیاری است که در سال ۱۹۹۱ منتشر شد. از بازیگران آن می‌توان به فریدون فرخزاد اشاره کرد. این فیلم، نمایندهٔ کشور اتریش در جایزه اسکار بهترین فیلم خارجی‌زبان در شصت و چهارمین دوره جوایز اسکار بود ولی به بخش نامزدها راه نیافت.

## بازیگران
- فریدون فرخزاد در نقش علی‌محمد
- هوشنگ الهیاری در نقش فروشندهٔ فرش
- مرجام الهیاری در نقش مرجام محمد
- نیکی لیست در نقش آقای میترباور
- ماریسا مل در نقش سلینا